# Sparteina
La sparteina è un composto chimico di formula {\displaystyle {\ce {C15H26N2}}}.

## Storia
La sparteina non è attualmente approvata dalla FDA per l'uso umano e il suo sale, il solfato di sparteina, è uno dei prodotti che sono stati ritirati o rimossi dal mercato per motivi di sicurezza o efficacia.

## Caratteristiche strutturali e chimiche
La sparteina è un alcaloide chinolizidinico vegetale. La sparteina è un alcaloide eterobiciclononano con 4 atomi di carbonio asimmetrici che dovrebbe esistere in diverse forme stereoisomeriche. Le caratteristiche chimiche e fisiche dipendono dalla sua presentazione.
In particolare il solfato di sparteina ha buone proprietà fisiche che ne consentono l'uso in clinica e negli animali da esperimento. La sparteina, il solfato di (−)-sparteina e la (+)-sparteina possono essere dissolti in acqua, rendendo questi composti adatti alla somministrazione orale.
| N. di atomi pesanti                           | 17                                |
| N. di accettori di legami a idrogeno          | 2                                 |
| N. di elementi stereogenici atomici deifiniti | 4                                 |
| Massa monoisotopica                           | 234,209598838 u                   |
| Superficie polare                             | 6,5 Å²                            |
| Sezione d'urto                                | 158,37 Å² [M+K]+ 152,34 Å² [M+H]+ |

| Entalpia di vaporizzazione | 58,4 ± 3,0 kJ/mol |

## Abbondanza e disponibilità
Il composto è naturalmente presente in:
- A. hispanicus;[7]
- A. karelinii;[8]
- A. mongolicus;[9]
- Anarthrophyllum ssp.: A. andicola, A. andicolum, A. cumingii, A. desideratum, A. rigidum;[10]
- Anabasis aphylla;[11]
- A. foetida;[12]
- Argyrolobium ssp.: A. crassifolium, A. lotoides, A. variopile;[13]
- Aspalathus ssp.: A. capitata, A. chortophila, A. cordata, A. hirta, A. juniperina, A. longifolia, A. nivea, A. perfoliata, A. spinosa;[14][15]
- Baptisia ssp.: B. alba, B. arachnifera, B. australis, B. bracteata, B. calycosa, B. cinerea, B. bracteata var. laevicaulis, B. lactea var. lactea, B. lanceolata, B. megacarpa, B. nuttalliana, B. perfoliata, B. simplicifolia, B. sphaerocarpa, B. tinctoria;[16][17][18]
- B. speciosus;[19]
- C. purpurea;[20]
- Calobota ssp.: C. elongata,[15] C. pungens,[18] C. saharae;[21]
- Chamaecytisus ssp.: C. prolifer, C. proliferus, C. ruthenicus;[22]
- C. majus;[18]
- C. mongolica;[9]
- C. biloba;[23]
- C. palaestina;[24]
- C. sessilifolium;[25]
- C. scoparius;[17]
- D. secundiflorum;[26]
- D. stipulare;[27]
- Genista ssp.: G. acanthoclada,[24] G. burdurensis,[28] G. cinerea, G. cinerascens,[29] G. depressa,[30] G. lobelii,[31] G. lydia,[30] G. majorica,[29] G. pilosa,[32] G. tinctoria;[30]
- H. monophylla;[33]
- H. platycarpum;[34]
- L. anagyroides;[35]
- L. fruticosum;[36]
- L. leontopetalum;[37]
- Liparia ssp.: L. albus,[38] L. calycina, L. capitata, L. hirsuta, L. laevigata, L. latifolia, L. parva, L. splendens;[39]
- Lupinus ssp.: L. affinis,[18] L. arboreus,[35] L. arcticus,[40] L. argenteus,[41] L. digitatus, L. tassilicus, L. atlanticus,[42] L. barkeri, L. luteus, L. diffusus, L. elegans,[18] L. flavoculatus,[43] L. hintonii,[44] L. kingii,[43] L. mutabilis,[45] L. nanus, L. odoratus,[43] L. ornatus,[18] L. palaestinus,[42] L. polyphyllus,[40] L. pubescens,[46] L. pusillus,[47] L. shockleyi,[43] L. texensis,[48] L. pilosus, L. angustifolius, L. varius,[49] L. holosericeus,[50] L. sericeus;[51]
- Ormosia ssp.: O. amazonica, O. balansae, O. cinerea, O. discolor, O. macrocalyx, O. pachycarpa, O. sumatrana,[33] O. coarctata;[52]
- O. ochrocephala;[53]
- Pearsonia ssp.: P. aristata, P. bracteata, P. cajanifolia, P. flava, P. grandifolia, P. obovata, P. sessilifolia, P. uniflora;[54]
- P. laxiflora;[33]
- P. axillaris;[55]
- Polhillia ssp.: P. brevicalyx, P. canescens, P. obsoleta, P. pallens, P. waltersii;[13]
- Podalyrieae ssp.: P. cuneifolia, P. sericea;[15]
- Priestleya ssp.: P. capitata, P. hirsuta, P. laevigata, P. latifolia, P. umbellifera;[39]
- P. mahaleb;[56]
- S. mollis;[57]
- Rafnia ssp.: R. acuminata, R. angulata, R. capensis, R. elliptica, R. opposita, R. racemosa;[14]
- Retama ssp.: R. monosperma, R. raetam, R. sphaerocarpa;[18][58]
- R. vanderystii;
- R. hirsuta;[59]
- S. junceum;[60]
- T. chinensis;[61]
- T. incana;[62]
- T. lanceolata e T. lupinoides;[63]
- V. divaricata e V. oroboides;[64]
- Wiborgia ssp.: W. fusca, W. obcordata, W. sericea.[14]

Il contenuto di sparteina dipende dalla varietà, dall'habitat, dalla fenologia, dall'organo della pianta e dalle condizioni meteorologiche.

## Reattività e caratteristiche chimiche

### Spettri analitici
- 1D NMR[65]
- 13C NMR[66]
- 15N NMR[67]
- GC-MS[68]
- LC-MS[69]

## Farmacologia e tossicologia

### Farmacocinetica
Negli esseri umani sono noti tre metaboliti del composto: la retamina, la 14-idrossisparteina e la 13-idrossi sparteina.

### Farmacodinamica
È un bloccante dei canali del sodio, quindi rientra nella categoria degli agenti antiaritmici di classe 1a. È stato dimostrato che la sparteina esibisce effetti bloccanti sui canali Na+ e K+, e queste proprietà favoriscono la sua azione antiaritmica contro le aritmie elettriche e ischemiche attraverso riduzioni concentrazione-dipendenti delle correnti di Na+, iperpolarizzazione dovuta all'inattivazione dei canali del Na+ e aumento della velocità di decadimento della corrente di K+ transitoria verso l'esterno.
L'ipereccitabilità può essere indotta attraverso l'attivazione dei sottotipi M1 e M3 dei recettori metabotropici dell'acetilcolina (mAChR), che aumenta il DAG e l'IP3 attraverso l'attivazione della fosfolipasi C (PLC). Questi secondi messaggeri bloccano i canali K+ e aumentano le concentrazioni intracellulari di calcio. Un altro meccanismo attraverso il quale la sparteina causa ipereccitabilità è l'attivazione dei recettori nicotinici dell'acetilcolina, in particolare i recettori nicotinici α3β2 presenti nel sistema nervoso centrale, che producono afflussi di Na+ ed efflussi di K+ oltre ad aumentare il rilascio di glutammato.

### Effetti del composto e usi clinici
Nel sistema cardiovascolare, è stato riscontrato che la sparteina riduce l'incidenza di tachicardia ventricolare e fibrillazione, riduce la frequenza cardiaca e la pressione sanguigna. Nel pancreas, la sparteina induce la secrezione di insulina e glucagone ed esibisce un effetto ipoglicemizzante. Il composto ha anche dimostrato attività protettiva contro il danno al DNA associato al diabete. Inoltre, la sparteina è stata utilizzata per indurre contrazioni uterine e ha dimostrato di esibire attività diuretiche e antinfiammatorie. È stato riscontrato che la sparteina esibisce attività battericida contro S. aureus, B. subtilis e B. thuringienis.
La sparteina è un farmaco a piccole molecole con una fase di sperimentazione clinica massima di IV. In passato è stato anche utilizzato come ossitocico e indicatore del genotipo CYP2D6. Il farmaco è approvato in Taiwan per l'utilizzo in medicina veterinaria.

### Controindicazioni ed effetti collaterali
La somministrazione di 200 mg i.v. non produce effetti collaterali nel cervello o nel midollo spinale dei pazienti; tuttavia, la somministrazione di 300 mg i.v. produce leggera vertigine, palpitazioni e formicolio alle mani e alle dita, la pelle diventa umida e la respirazione può essere profusa.

### Tossicologia
Ci sono dati limitati riguardo al dosaggio tossico di sparteina negli esseri umani; tuttavia, in individui moderatamente sovrappeso, dosi di 240 mg (i.v.) di sparteina solfato non provocano alcuna tossicità acuta apparente, e la dose terapeutica di sparteina solfato per l'induzione di un effetto ipoglicemizzante varia da 75 a 600 mg/die. Non sono stati notati effetti tossici sui feti. L'attivazione metabolica della sparteina nel fegato produce molecole altamente reattive in grado di reagire con macromolecole come il DNA.
A dosi elevate, la sparteina può ridurre il riflesso del seno carotideo, il flusso coronarico, la contrazione, l'estensione e la frequenza cardiaca, ma può anche ridurre l'attività locomotoria e possiede lievi effetti analgesici e sedativi. Inoltre, è stato dimostrato che produce cambiamenti morfologici persistenti, eccitotossicità, danno neurale e neurodegenerazione.
| Organismo | Test | Somministrazione | Dose        | Effetti                                         |
| --------- | ---- | ---------------- | ----------- | ----------------------------------------------- |
| Ratto     | DL50 | orale            | 960 mg/kg   |                                                 |
| Ratto     | DL50 | ip               | 42 mg/kg    |                                                 |
| Topo      | DL50 | orale            | 220 mg/kg   | tremori, spasmi muscolari o spasticità, dispnea |
| Topo      | DL50 | ip               | 36 mg/kg    | tremori, spasmi muscolari o spasticità, dispnea |
| Topo      | DL50 | sc               | 105 mg/kg   |                                                 |
| Coniglio  | LDLo | sc               | 100 mg/kg   |                                                 |
| Coniglio  | LDLo | iv               | 30 mg/kg    |                                                 |
| Cavia     | LDLo | ip               | 23 mg/kg    |                                                 |
| Cavia     | LDLo | iv               | 27 mg/kg    | tremori, spasmi muscolari o spasticità, dispnea |
| Piccione  | LDLo | sc               | 86 mg/kg    |                                                 |
| Rana      | LDLo | sc               | 3.330 mg/kg |                                                 |
| Rana      | LDLo | im               | 1.665 mg/kg |                                                 |
| Cane      | DL50 | iv               | 15 mg/kg    |                                                 |

## Applicazioni
La sparteina è utilizzata anche nel settore cosmetico come fragranza e in chimica come ligando chirale in sintesi asimmetriche.